# مذبحة هايتي عام 1804
نُفذت مذبحة هايتي في عام 1804 ضد السكان البيض المتبقين من السكان الفرنسيين الأصليين والكريول الفرنسيين (أو الهايتيين الفرنسيين) في هايتي من قبل الجنود الهايتيين بأوامر من جان جاك ديسالين، الذي أصدر قرارًا بإعدام جميع المشتبهين في تآمرهم ضمن أعمال الجيش المطرود.
وقعت المذبحة في جميع أنحاء هايتي منذ أوائل يناير 1804 وحتى 22 أبريل 1804، وأسفرت عن مقتل 3000 إلى 5000 شخص. انتقلت فرق الجنود من منزل إلى منزل، وعذبت وقتلت عائلات بأكملها.
على مدى الفترة المبكرة للقرن التاسع عشر وحتى منتصفه، كانت هذه الأحداث معروفة بشكل جيد في الولايات المتحدة، حيث سُميت «فظائع سانتو دومينغو». بالإضافة إلى ذلك، جاء العديد من اللاجئين إلى الولايات المتحدة من سان دومنغ، واستقروا في نيو أورليانز، وتشارلستون، ونيويورك، وبالتيمور، ومدن ساحلية أخرى. استقطبت هذه الأحداث الرأي العام في جنوب الولايات المتحدة حول مسألة إلغاء الرق.

## الثورة الهايتية
في عام 1791، أصبح رجل من أصل جامايكي يُدعى بوكمان قائد الأفارقة المستعبدين المحتجزين في مزرعة كبيرة في كاب فرانسيس. في أعقاب الثورة في فرنسا، خطط لذبح جميع البيض الذين يعيشون في كاب فرانسيس. في 22 أغسطس 1791، نزل الأفارقة المستعبدون إلى لو كاب، حيث دمروا المزارع وأعدموا جميع البيض الذين عاشوا في المنطقة. اتُّهِم الملك لويس السادس عشر باللامبالاة تجاه المذبحة، في حين بدا أن العبيد يعتقدون أن الملك كان إلى جانبهم. في يوليو 1793، ذُبِح البيض في لي كاي.
على الرغم من الإعلان الفرنسي عن التحرر، انحاز السود إلى الإسبان الذين جاءوا لاحتلال المنطقة. في يوليو 1794، وقفت القوات الإسبانية في مكانها بينما شرعت قوات السود الخاصة بجان فرانسوا بذبح البيض الفرنسيين في فورت دوفين.
كتب فيليب جيرارد، مؤلف كتاب الإبادة الجماعية في منطقة الكاريبي: الحرب العرقية في هايتي، 1802-1804، أن سكان هايتي كانوا أكثر اهتمامًا بارتكاب المذابح لأنهم عانوا الحربَ فترة من الزمن. بالإضافة إلى ذلك، قتل السكان البيض الفرنسيون في هايتي العديد من السود خلال الحرب، لكنهم لم يتمكنوا من إزالة السود تمامًا منذ مغادرة الجنود الفرنسيين.
بعد هزيمة فرنسا وإخلاء الجيش الفرنسي من المستعمرة الفرنسية السابقة، سان دومنغ، تولى ديسالين مقاليد السلطة. في نوفمبر 1803، بعد ثلاثة أيام من استسلام القوات الفرنسية تحت حكم روشامبو، تسبب في الإعدام بالغرق لـ800 جندي فرنسي تُرِكوا بالخلف بسبب المرض عندما أخلى الجيش الفرنسي الجزيرة. ما ضمن سلامة السكان المدنيين البيض المتبقين. مع ذلك، فإن تصريحاته، مثل: «ما يزال هناك فرنسيون على الجزيرة، وما زلتم تعتبرون أنفسكم أحرارًا»، تحدثت عن موقف عدائي تجاه الأقلية البيضاء المتبقية.
أشارت الشائعات حول السكان البيض إلى أنهم سيحاولون مغادرة البلاد لإقناع القوى الأجنبية بالغزو وإعادة العبودية. اقترحت المناقشات بين ديسالين ومستشاريه علانية أنه يجب قتل السكان البيض من أجل الأمن القومي. مُنِع البيض الذين حاولوا مغادرة هايتي من فعل ذلك.
في 1 يناير 1804، أعلن ديسالين هايتي دولة مستقلة. أعطى ديسالين الأمر في وقت لاحق لجميع المدن في هايتي بأن جميع الرجال البيض يجب أن يُقتلوا. وجب أن تكون الأسلحة المستخدمة أسلحة صامتة مثل السكاكين والحراب بدلًا من إطلاق النار، حتى يتم القتل بهدوء أكبر، ومن أجل تجنب تحذير الضحايا المستهدفين بصوت إطلاق النار ومن ثم منحهم فرصة للفرار.
كتب جيرارد أنه بما أن الفرق الأولى من السود استولوا على ممتلكات العبيد السابقين البيض، فإن «المصلحة الاقتصادية» حفزت المذابح.